# Sozusa heterocera
Sozusa heterocera là một loài bướm đêm thuộc phân họ Arctiinae, họ Erebidae.